# Солянокислотне оброблення свердловин

Солянокислотна обробка привибійної зони свердловини

Солянокислотне оброблення свердловин — технологія фізико-хімічного діяння на привибійну зону пласта, яка призначена для підвищення продуктивності свердловини шляхом нагнітання розчину соляної кислоти в привибійну зону з наступним розчиненням карбонатів гірських порід в карбонатних колекторах і пісковиках з карбонатним цементом, для очищення привибійної зони від забруднень у нагнітальних свердловинах, для розчинення відкладів солей і очищення від глини, цементу і т. ін.

## Загальний опис
Метою солянокислотної обробки є збільшення продуктивності свердловин. Для цього в різних випадках необхідно:
- очистити привибійну зону після буріння чи капітального ремонту;
- збільшити проникність присвердловинної зони пласта в радіусі десятка і більше метрів;
- забезпечити сполученість вибою із зонами, що мають кращі колекторські властивості;
- інтенсивно обробити окремі ділянки розкритої товщини пласта, які при встановлених робочих депресіях мало продуктивні, тощо.
Солянокислотне оброблення (СКО) основане на властивості соляної кислоти розчиняти карбонатні породи і карбонатний цемент пісковиків та інших порід, в результаті чого створюються пустоти, «канали роз'їдання» у привибійній зоні. При цьому утворюються добре розчинні у воді солі (хлористий кальцій і магній), вода і вуглекислий газ (у вигляді газу або рідини).
Солянокислотний розчин — це суміш таких реаґентів і матеріалів:
- а) соляної кислоти (випускається промисловістю з концентрацією не менше 31; 27,5 і 24,5 %);
- б) інгібітора корозії — речовини, що зменшує корозійне руйнування обладнання (катапін-А, катапін-К, катамін-А, марвелан-К(О), І-1-А, В-2, технічний уротропін, формалін) і додається у межах 0,05 — 0,8 % від кількості кислотного розчину;
- в) інтенсифікатора — поверхнево-активної речовини (ПАР) для підвищення ефективності СКО внаслідок покращення винесення продуктів реакції і розширення профілю діяння (катапін-А, катамін-А, марвелан-К(О), ОП-10, ОП-7, 44-11); додається у межах 0,1-0,3 % від кількості кислотного розчину;
- г) стабілізатора для попередження випадання осадів окисних сполук заліза, алюмінію, гелю кремнієвої кислоти (оцтова, лимонна, плавикова або інакше — флуористоводнева кислоти); додається 0,8-2 % від кількості кислотного розчину.

## Техніко-технологічні особливості
Галузь застосування. Застосовується, якщо пласт представлений карбонатними породами — вапняками і доломітами.
Хімічна сутність методу. Даний метод заснований на здатності соляної кислоти (HCl) вступати в реакцію з карбонатними породами з утворенням солей (хлористий кальцій і хлористий магній), води і вуглекислого газу. Отримана сіль розчиняється в воді кислотного розчину, до якої додається вода, утворена при реакції. Швидкість реакції залежить від температури і тиску — підвищення тиску і зниження температури зменшують швидкість реакції.
Склад кислоти. Для обробки свердловин застосовується інгібована концентрована соляна кислота зі спеціальними домішками для зниження корозійної дії на метал. У ряді випадків до кислотного розчину додають так звані «кислотні стоки», що містять оцтову кислоту. Кислотні стоки є виробничими відходами, і їх використання знижує витрати на кислотну обробку. Оцтова кислота, як і соляна, вступає в реакцію із карбонатами з утворенням вуглекислого газу, води і Са(СН3СОО)2. При цьому треба мати на увазі, що зі збільшенням температури розчинність Са(СН3СОО)2 у воді зменшується.
Залежно від способу обробки визначають тиск на гирлі свердловини, який необхідно підтримувати при закачуванні кислоти у пласт. Для цього кислоту закачують в насосно-компресорні труби з максимально можливою швидкістю до початку підвищення тиску на гирлі свердловини. Потім темп закачування знижують до моменту, коли пласт почне приймати кислоту (або іншу рідину) — кислота фільтрується у пласт крізь порові канали. При цьому способі тиск протягом усього процесу необхідно підтримувати на встановленому рівні, регулюючи темп подачі кислоти у свердловину. При іншому режимі подачі кислоти у пласт через систему мікротріщин після визначення моменту приймальності пласта тиск повільно збільшують до встановлення його на певному рівні. При цьому приймальність свердловини значно зростає. Цей момент відповідає розкриттю системи мікротріщин. Потім закачують кислоту при режимі, що забезпечує підтримання тиску і приймальності на рівні.
При гідророзриві пласта кислоту (або іншу рідину) закачують з максимальною швидкістю при максимально можливому або допустимому тиску. Швидкість її закачування — не менш важливий технологічний параметр при солянокислотних обробках, ніж тиск.
При невеликій швидкості закачування кислоти основна її маса реагує в безпосередній близькості від стовбура (особливо у газоносному пласті), і у віддалені ділянки пласта вона надходить переважно не здатною до ефективного впливу на породу. Кислота значно швидше реагує з породою при прокачуванні, ніж у статичному стані, так-як при русі краще відводяться продукти реакції. При закачуванні на велику відстань від вибою необхідно швидко доставити кислоту до місця реакції і з більшою її концентрацією в розчині. Сповільнити швидкість реакції можна шляхом емульгування кислоти, або добавкою до неї відповідного інгібітора з підвищенням тиску закачування.
При невеликих тисках закачування кислоти у пласт солянокислотні обробки малоефективні. Малоефективними є також обробки, проведені при невеликих швидкостях закачування в пластах великої потужності.

## Різновиди
Проста СКО ефективна для дії на карбонатні пласти із слаборозвиненою тріщинуватістю, колекторські властивості яких визначаються пористістю. При цьому кислота, реагуючи з породою, значно збільшує порові канали, що глибоко проникають у пласт. Крім того проста кислотна обробка застосовується для впливу на пласт кислотою в радіусі зони проникнення промивальної рідини або її фільтрату і включає наступні операції:
1) Інтенсивно промивають вибій і привибійну зону з метою попереднього очищення фільтрату для подальшого впливу кислотою;
2) Кислотну ванну застосовують для руйнування та видалення глинистої кірки, а також очищення тріщин;
3) Вибій та привибійну зону свердловини промивають від продуктів реакції;
4) У пласт закачують і продавлюють запроектований об'єм кислоти;
5) Свердловину освоюють і вводять в експлуатацію.
Масована СКО застосовується для обробки пористих нетріщинуватих карбонатних пластів, в яких проникність привибійної зони знижена через фаціальні зміни або проникнення у пласт промивальних рідин і зважених частинок при бурінні або ремонтних роботах. Масовану кислотну обробку проводять з метою впливу на пласт кислотою в радіусі десятків метрів. Технологія її проведення аналогічна, як і при простій обробці. Питому кількість кислоти беруть максимальну.
Спрямовану кислотну обробку застосовують тоді, коли з усієї розкритої потужності потрібно обробити певний інтервал. У свердловинах, де продуктивний пласт перекритий експлуатаційною колоною спрямована СКО здійснюється за допомогою гідропіскоструминного або кумулятивного перфоратора.
У свердловину на насосно-компресорних або бурильних трубах опускають гідропіскоструминний або кумулятивний перфоратор і встановлюють у заданому інтервалі. При відкритому затрубному просторі колону і пласт перфорують у необхідному напрямку, а потім виконують зворотне промивання свердловини. Після перфорації стовп рідини у трубах витісняють розчином соляної кислоти. Затрубну засувку закривають, а розчин кислоти, що залишився, закачують і продавлюють у пласт.
Після обробки корінну засувку на гирлі закривають і свердловину витримують під залишковим тиском до його повної стабілізації або різкого зниження.
Глинокислотні розчини застосовують для проведення ванн, простих, масованих, спрямованих та інших обробок пласта.